# Puré de achakana
El puré de achakana o juchhacha de achakana es un plato tradicional en las regiones altiplánicas de Bolivia y Perú, hecha a base de achakana con leche papas y algún acompañante típico de la región, como la llajua, una salsa picante.

## Descripción

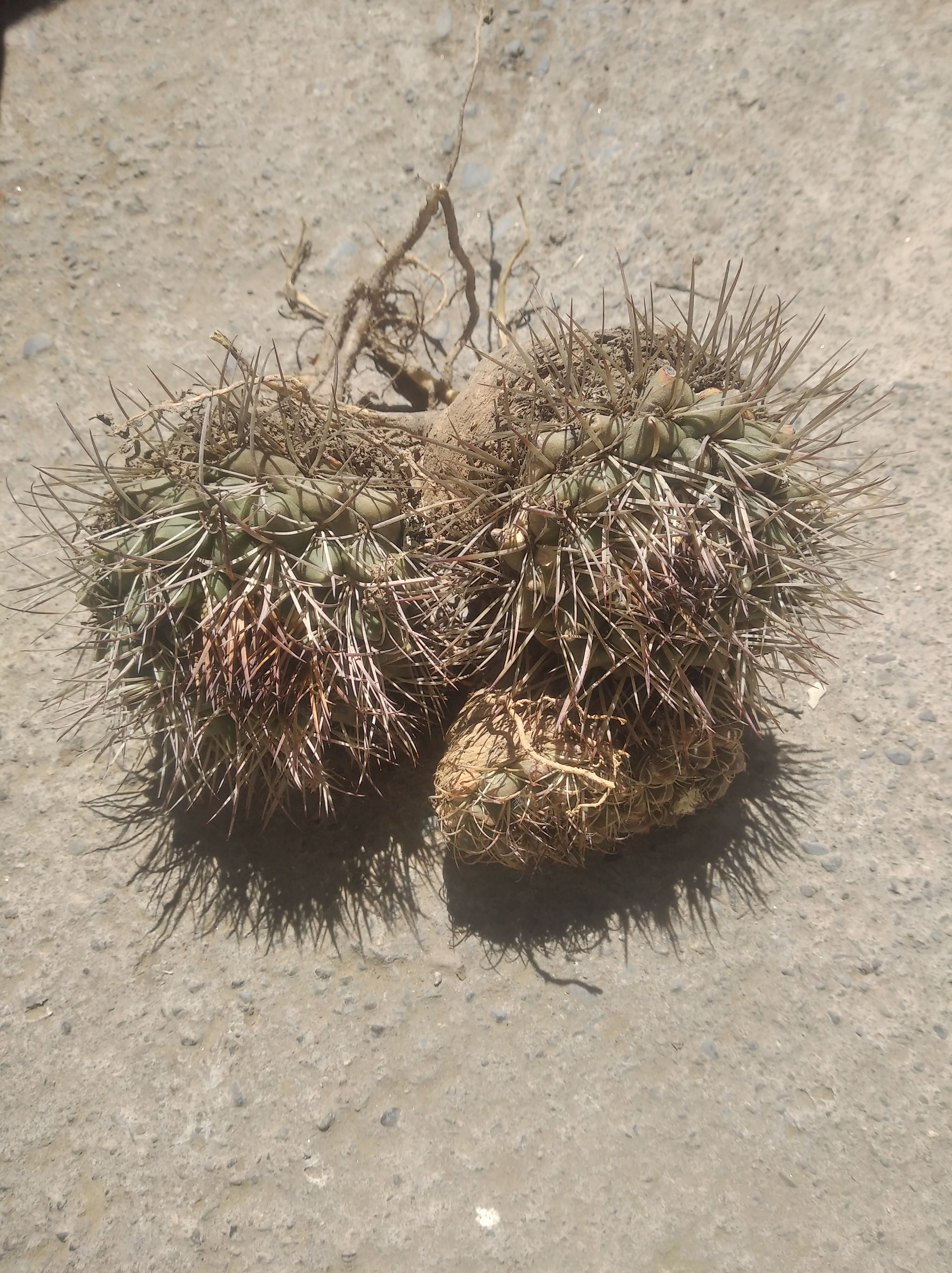
La achakana recién extraída de la tierra.

El ingrediente principal de este plato es la achakana que es mezclada con leche y sal, acompañado con patatas, locotos y trozos de cebolla. También puede ser acompañado con una salsa picante típica de la región andina llamada llajua.

## Etimología
La palabra achakana en los diccionarios de legua aimara-castellano esta descrita como un cacto comestible similar a la zanahoria que crece al ras de la tierra. Al igual que la palabra juchhacha esta descrita como una gacha o una mazamorra algo espesa. La palabra achakana en la lengua quechua toma el significado de "mujer de verdad"

## En la cultura originaria
En los altiplanos de Bolivia la achakana crece como una planta silvestre, nos de extrañar que las generaciones antiguas la consideraran como un alimento y la introdujesen a su dieta, aunque la achakana tiene distintas preparaciones, la juchhacha de achakana o achakan juchhcha es relativamente un plato deseado al encontrar el cactos en la intemperie, los ingredientes que toman parte son ampliamente conocidos y usados por los pobladores de la región, la leche que forma parte de esta preparación era y es recolectada de las vacas regionarias, y aunque no todas las familias poseen una vaca lechera, las mismas comercian o comparten el líquido lácteo con otras familias que gocen de este beneficio, incrementando los lazos sociales. La juchhacha no se limita a la preparación de este plato, sino que toma parte con distintos tipos de ingredientes típicos de la región, creando mazamorras de una gran variedad de sabores, como por ejemplo la juchhaja de quinua.